# Idioma wají
El idioma wají es un idioma indoeuropeo, concretamente irania hablada por el pueblo wají en Afganistán, China, Pakistán, Tayikistán, y en menor medida en Rusia por los emigrantes que viven ahí.

## Ortografía
El wají tradicionalmente no se escribía. Se ha usado varios sistemas de escritura; árabe, cirílico y latino para escribir el idioma.Haqiqat Ali creó una ortografía en 1984.
| Letra | A a | B b | C c  | Č č  | Č̣ č̣  | D d | Ḍ ḍ | Δ δ | E e | Ə ə | F f | G g | Ɣ ɣ | Ɣ̌ ɣ̌ | H h | I i | J j  | J̣̌ ǰ̣  | K k | L l  | M m | N n |
| AFI   | [a] | [b] | [t͡s] | [t͡ʃ] | [ʈ͡ʂ] | [ɖ] | [d̪] | [ð] | [e] | [ə] | [f] | [g] | [ʁ] | [ɣ] | [h] | [i] | [d͡ʒ] | [ɖ͡ʐ] | [k] | [l]  | [m] | [n] |
| Letra | O o | P p | Q q  | R r  | S s  | Š š | Ṣ̌ ṣ̌ | T t | Ṭ ṭ | Θ ϑ | U u | V v | W w | X x | X̌ x̌ | Y y | Z z  | Ž ž  | Ẓ̌ ẓ̌ | Ʒ ʒ  | Ы ы |     |
| AFI   | [o] | [p] | [q]  | [r]  | [s]  | [ʃ] | [ʂ] | [ʈ] | [t̪] | [θ] | [u] | [v] | [w] | [χ] | [x] | [j] | [z]  | [ʒ]  | [ʐ] | [d͡z] | [ɨ] |     |

Texto de muestra de una traducción de la Biblia publicada en 2001 se muestra a continuación.
| Wají en alfabeto latino | Wají en alfabeto cirílico | Castellano |
| --- | --- | --- |
| 2 Yiso yavər x̆atəy: «Sayišt i dəo carəv, x̆anəv: „Ey bzыrgwor Tat ki də osmonət cəy! Ti bəzыrg nung bər olam ыmыt! Ləcər dəwroni Ti podšoyi ɣ̆at-ət, zəmin-ət zəmon də hыkmi taw ыmыt! | 2 Йисо йавəр х̌атəй: «Сайишт ҙи дəо царəв, х̌анəв: „Ей бзыргв̌ор Тат ки дə осмонəт цəй! Ти бəзырг нунг бəр олам ымыт! Лəцəр дəв̌рони Ти подшойи г̌ат-əт, зəмин-əт зəмон дə ҳыкми тав̌ ымыт! | 2 El les dijo entonces: «Cuando oren, digan: Padre, santificado sea tu Nombre, que venga tu Reino, hágase tu voluntad, así en la Tierra como en el Cielo, |
| 3 Spo rыsq-ət rыzi sakər nəsib car! | 3 Спо рысқ-əт рызи сакəр нəсиб цар! | 3 danos hoy nuestro pan de cada día, |
| 4 Cə spo gənoən šəxs! Sak bə kuy, ki sakər šakiɣ̆, cə kərk! kыx̆ter baxṣ̌əṣ̌ carən. Cə bandi nafs-ət awasən, Cə waswasayi Iblisən saki niga δыr!“»                                       | 4 Цə спо гəноəн шəхс! Сак бə куй, ки сакəр шакиг̌ цə кəрк! Кых̌тəр бахш̣əш̣ царəн. Цə банди нафс-əт ав̌асəн, Цə в̌асв̌асайи Иблисəн саки нига д̌ыр!“»                                         | 4 perdona nuestros pecados, porque también nosotros perdonamos a aquellos que nos ofenden; y no nos dejes caer en la tentación, y líbranos del mal».      |

## Vocabulario
El léxico wají presenta diferencias significativas con las demás lenguas de Pamir. Aquí muéstrase la comparación de Gawarjon de los dialectos del sarikoli y del wají habladas en China.
| Castellano | Persa          | Tayiko          | Sugní   | Sarikoli | Pastún                | Wají    | Avéstico                |
| ---------- | -------------- | --------------- | ------- | -------- | --------------------- | ------- | ----------------------- |
| uno        | jæk (یک)       | jak (‍як)         | jiw     | iw       | jaw (يو)              | ji      | aēva-                   |
| carne      | ɡuʃt (گوشت)    | ɡuʃt (гушт)     | ɡuːxt   | ɡɯxt     | ɣwaxa, ɣwaʂa (غوښه)   | ɡuʂt    | ?                       |
| hijo       | pesær (پسر)    | pisar (писар)   | puts    | pɯts     | zoi (زوی)             | putr    | putra                   |
| fuego      | ɒteʃ (اتش)     | otaʃ (оташ)     | joːts   | juts     | or (اور)              | rɯχniɡ  | âtar                    |
| agua       | ɒb (اب)        | ob (об)         | xats    | xats     | obə (اوبه)            | jupk    | aiwyô, ap               |
| agua       | dæst (دست)     | dast (даѕт)     | ðust    | ðɯst     | lɑs (لاس)             | ðast    | zasta                   |
| pie        | pɒ (پا)        | po (по)         | poːð    | peð      | pxa, pʂa (پښه)        | pɯð     | pad                     |
| diente     | dændɒn (دندان) | dandon (дандон) | ðinðʉn  | ðanðun   | ɣɑx, ɣɑʂ (غاښ)        | ðɯnðɯk  | ?                       |
| ojo        | tʃæʃm (چشم)    | tʃaʃm (чашм)    | tsem    | tsem     | stərɡa (سترګه)        | tʂəʐm   | cashman                 |
| caballo    | æsb (اسب)      | asp (асп)       | voːrdʒ  | vurdʒ    | ɑs (آس)               | jaʃ     | aspa                    |
| nube       | æbr (ابر)      | abr (абр)       | abri    | varm     | urjadz (اوريځ)        | mur     | maēγa-                  |
| trigo      | ɡændom (گندم)  | ɡandum (гандум) | ʒindam  | ʒandam   | ɣanam (غنم)           | ɣɯdim   | ?                       |
| varios     | besjɒr (بسيار) | bisjor (бисёр)  | bisjoːr | pɯr      | ɖer, pura (ډېر، پوره) | təqi    | paoiri, paoirîsh, pouru |
| alto       | bolænd (بلند)  | baland (баланд) | biland  | bɯland   | lwaɻ (لوړ)            | bɯland  | berezô, berezañt        |
| lejos      | dur (دور)      | dur (дур)       | ðar     | ðar      | ləre (لرې)            | ðir     | dûra, dûrât             |
| bueno      | χub (خوب)      | χub (хуб)       | χub     | tʃardʒ   | xə, ʂə (ښه)           | baf     | vohu                    |
| pequeño    | kutʃik (کوچک)  | χurd (хурд)     | dzul    | dzɯl     | ləɡ, ləʐ (لږ)         | dzəqlai | ?                       |
| decir      | ɡoft (گفت)     | ɡuft (гуфт)     | lʉvd    | levd     | wajəl (ويل)           | xənak   | aoj-, mrû-, sangh-      |
| hacer      | kærd (کرد)     | kard (кард)     | tʃiːd   | tʃeiɡ    | kawəl (کول)           | tsərak  | kar-                    |
| ver        | did (ديد)      | did (дид)       | wiːnt   | wand     | winəm (وينم)          | wiŋɡ    | dî-                     |

## Fonología

### Vocales
|             | Anterior | Central | Posterior |
| ----------- | -------- | ------- | --------- |
| Cerrada     | i        | ɨ       | u         |
| Semicerrada | e        |         | o         |
| Intermedia  | ə        | ə       | ə         |
| Abierta     | a        | a       | a         |

### Consonantes
|             | Labial | Dental | Alveolar | Alveolopalatar | Retroflejo | Velar | Uvular | Glotal |
| ----------- | ------ | ------ | -------- | -------------- | ---------- | ----- | ------ | ------ |
| Nasal       | m      | n      |          |                |            |       |        |        |
| Plosiva     | p b    | t̪ d̪    |          |                | ʈ ɖ        | k ɡ   | q      |        |
| Africado    |        |        | t͡s d͡z    | t͡ʃ d͡ʒ          | ʈ͡ʂ ɖ͡ʐ      |       |        |        |
| Fricativo   | f v    | θ ð    | s z      | ʃ ʒ            | ʂ ʐ        | x ɣ   | χ ʁ    | h      |
| Aproximante |        | l      |          | j              |            | w     |        |        |
| Radical     |        | r      |          |                |            |       |        |        |